# Ольха Максимовича
Ольха Максимовича (лат. Alnus maximowiczii) — вид цветковых растений рода Ольха (Alnus) семейства Берёзовые (Betulaceae).
Вид назван в честь Карла Ивановича Максимовича (1827—1891), российского ботаника, академика Императорской Санкт-Петербургской Академии Наук, исследователя флоры Дальнего Востока и Японии.

## Распространение и экология
В природе ареал вида охватывает Сахалин, Приморье, Шантарские острова, Курильские острова (Шикотан, Кунашир, Итуруп, Симушир), Японию и Корейский полуостров.
Произрастает по берегам ручьев и рек, у морского берега. Местами образует заросли. На Дальнем Востоке встречается от реки Киевка до бассейна реки Уды. Растёт одиночно или группами, иногда образует заросли на увлажнённых местообитаниях. По долинам горных рек поднимается до высокогорий. Иногда растёт вместе с кедровым стлаником на гольцах, принимая стелющуюся форму. На Курильских островах встречается в подлеске березняков, главной лесообразующей породой которых является берёза каменная, занимает котловины и пологие склоны.

## Ботаническое описание
Кустарник или дерево высотой до 10 м. Кора серая, с почти круглыми чечевичками; молодые ветви светло-бурые с многочисленными очень узкими чечевичками.
Почки сидячие, длиной 1—1,3 см. Листья широко- или округло-яйцевидные, длиной 7—10 см, шириной 7—8 см, с широким, часто, сердцевидным основанием, мелкопильчатые, с тонкими длинными зубцами, на черешках длиной 1—3 см.
Пестичные серёжки длиной 1,5—2 см.
Шишки длиной 1,5—2 см, на ножках. Орешки с крыльями уже ширины орешка.
Цветение в мае июне.

## Значение и применение
Используется на различные мелкие нужны — изгороди, мостики, колья. Декоративна и вполне заслуживает применения при озеленении.

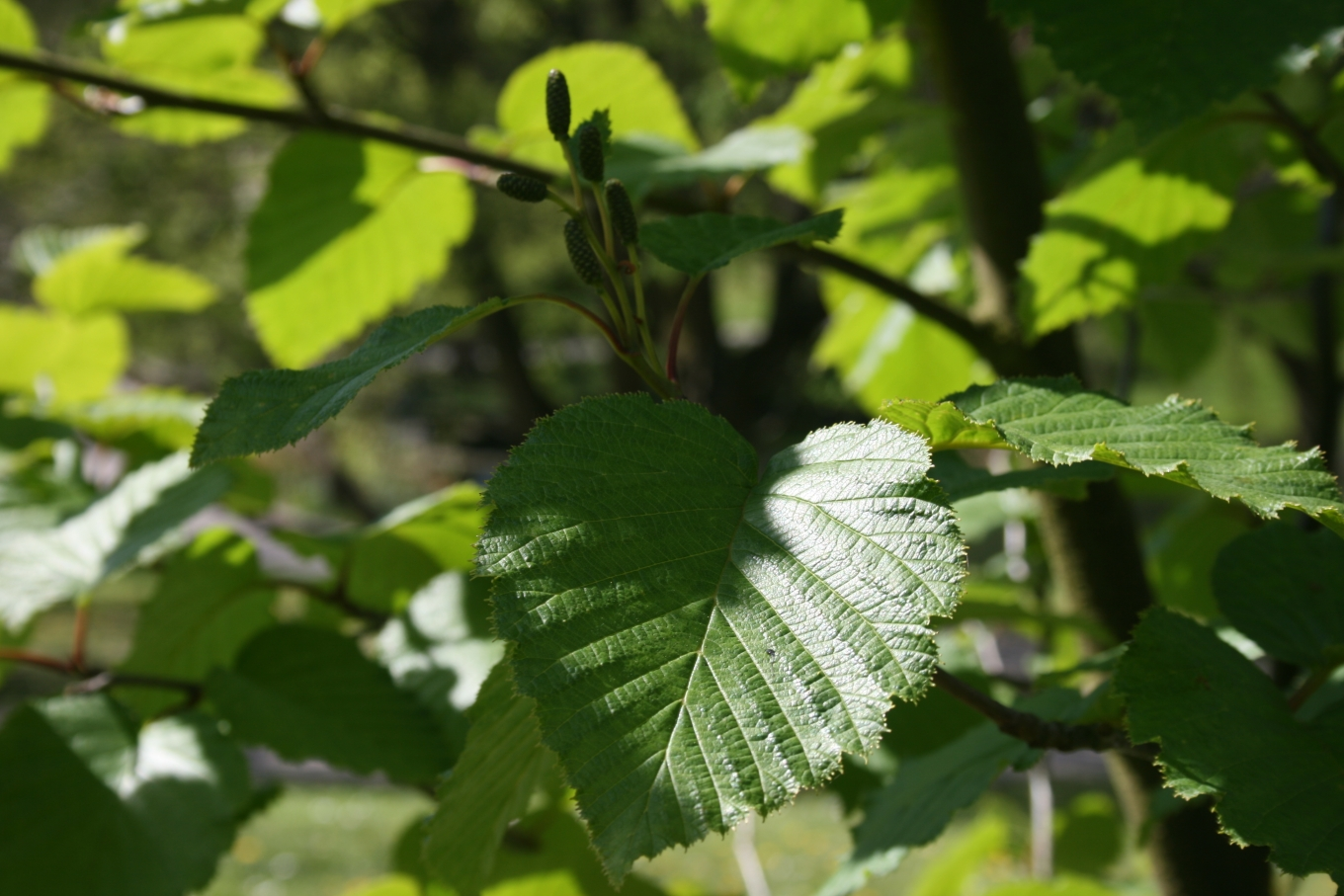
Листья

## Таксономия
Вид Ольха Максимовича входит в род Ольха (Alnus) подсемейства Берёзовые (Betuloideae) семейства Берёзовые (Betulaceae) порядка Букоцветные (Fagales).
|  |                                      |  |                                                             |                                                             |                     |  | ещё 7 семейств (согласно Системе APG II) | ещё 7 семейств (согласно Системе APG II)                   |                                                            |  |  |  | ещё 1—2 рода       | ещё 1—2 рода          |  |  |
|  |                                      |  |                                                             |                                                             |                     |  | ещё 7 семейств (согласно Системе APG II) | ещё 7 семейств (согласно Системе APG II)                   |                                                            |  |  |  | ещё 1—2 рода       | ещё 1—2 рода          |  |  |
|  |                                      |  |                                                             | порядок Букоцветные                                         |                     |  |                                          |                                                            | подсемейство Берёзовые                                     |  |  |  |                    | вид Ольха Максимовича |  |  |
|  |                                      |  |                                                             | порядок Букоцветные                                         |                     |  |                                          |                                                            | подсемейство Берёзовые                                     |  |  |  |                    | вид Ольха Максимовича |  |  |
|  | отдел Цветковые, или Покрытосеменные |  |                                                             |                                                             | семейство Берёзовые |  |                                          |                                                            | род Ольха                                                  |  |  |  |                    |                       |  |  |
|  | отдел Цветковые, или Покрытосеменные |  |                                                             |                                                             |                     |  |                                          |                                                            |                                                            |  |  |  |                    |                       |  |  |
|  |                                      |  | ещё 44 порядка цветковых растений (согласно Системе APG II) | ещё 44 порядка цветковых растений (согласно Системе APG II) |                     |  |                                          | ещё одно подсемейство, Лещиновые (согласно Системе APG II) | ещё одно подсемейство, Лещиновые (согласно Системе APG II) |  |  |  | ещё около 45 видов |                       |  |  |
|  |                                      |  |                                                             | ещё 44 порядка цветковых растений (согласно Системе APG II) |                     |  |                                          |                                                            | ещё одно подсемейство, Лещиновые (согласно Системе APG II) |  |  |  |                    |                       |  |  |